# Sally4Ever
Sally4Ever – brytyjski serial telewizyjny (komedia) wyprodukowany przez Hush Ho oraz Various Artists Ltd, którego twórcą jest Julia Davis. Serial jest emitowany od 25 października 2018 roku przez platformę Sky Atlantic, natomiast w Polsce od 12 listopada 2018 roku na HBO Polska.

## Fabuła
Serial opowiada o Sally, której związek z Davidem powoli się rozpada. Pewnego dnia kobieta uświadamia sobie, że niektóre zachowania partnera wywołują w niej obrzydzenie.

## Obsada
- Catherine Shepherd jako Sally
- Alex Macqueen jako David
- Julia Davis jako Emma
- Julian Barratt jako Nigel
- Felicity Montagu jako Elanor
- Steve Oram jako Mick
- Joanna Scanlan
- Mark Gatiss jako Doctor
- Sean Bean jako on sam

## Odcinki
| Sezon | Odcinki | Oryginalna emisja w Sky Atlantic | Oryginalna emisja w Sky Atlantic | Oryginalna emisja w HBO Polska | Oryginalna emisja w HBO Polska | Oryginalna emisja w HBO Polska |
| Sezon | Odcinki | Premiera sezonu                  | Finał sezonu                     | Premiera sezonu                | Finał sezonu                   |                                |
| ----- | ------- | -------------------------------- | -------------------------------- | ------------------------------ | ------------------------------ | ------------------------------ |
| 1     | 7       | 25 października 2018             | 6 grudnia 2018                   | 12 listopada 2018              | 24 grudnia 2018                |                                |

## Produkcja
1 maja 2018 roku, platforma Sky Atlantic oraz HBO zamówili pierwszy sezon komedii.

## Nominacje do nagród

### BAFTA
2019
- BAFTA – Najlepszy kobiecy występ telewizyjny w roli komediowej Julia Davis
- BAFTA – Najlepszy męski występ telewizyjny w roli komediowej Alex MacQueen[3]